# پاول زدنیچک
پاول زِدنیچک (چکی: Pavel Zedníček; ۱ نوامبر ۱۹۴۹ – ) بازیگر اهل کشور جمهوری چک است. او بین سال‌های ۱۹۷۶ تا ۲۰۱۱ در بیش از شصت فیلم ظاهر شد.